# Solenopsora liparina
Solenopsora liparina är en lavart som först beskrevs av William Nylander och fick sitt nu gällande namn av Alexander Zahlbruckner. 
Solenopsora liparina ingår i släktet Solenopsora och familjen Catillariaceae. Inga underarter finns listade i Catalogue of Life.